# آقای میانه‌رو
آقای میانه‌رو (انگلیسی:Mr In-between) یک مجموعه تلویزیونی کمدی سیاه استرالیایی - جنایی درام است که در ایران به اشتباه با نام آقای میانجی ترجمه شده‌است. این سریال در شبکه اف ایکس در ۲۵ سپتامبر ۲۰۱۸ در شش قسمت در ایالات متحده پخش شد، این سریال یک اسپین آف از فیلم سینمایی جادوگر محصول ۲۰۰۵ است که توسط اسکات رایان ساخته و نویسندگی شده‌است. رایان نقش اصلی خود را دوباره ایفا می‌کند و همچنین نویسنده سریال است.

## خلاصه داستان
ری شو اِسمیت در حومه سیدنی زندگی می کند، او یک قاتل اجیر شده است که با ایجاد تعادل بین فعالیت‌های مجرمانه‌اش و تعهداتش در قبال دوستان و خانواده زندگی می‌کند. او سعی می کند پدر خوبی برای  بریتنی دخترش و مراقب خوبی برای برادر بیمارش بروس باشد. ری همچنین در صورت نیاز برای دوستش گری یک همدست و کمک است و بدون هیچ سوالی از دستورهای رئیسش فِرِدی پیروی می کند. ری به روش خشونت آمیز خود با جنایتکاران و هیولاها برخورد می کند.با این حال، این رفتار خشن شروع به تأثیرگذاری روی تمام جنبه های زندگی او می کند و بر روابطش تأثیر می گذارد.
او در زندگی اش سعی میکند که تعادل را حفظ کند و در میانه ی خشونت و مهربانی باشد برای همین به آقای میانه رو معرف است.

## پخش
این برنامه در اصل برای FX استرالیا به عنوان اولین تولید درام اصلی خود سفارش داده شد، اما پس از بسته شدن FX استرالیا در آمریکا پخش شد. فیلمبرداری در لوکیشن‌های مختلفی در سیدنی انجام شد.
در ۹ اکتبر ۲۰۱۸، FX و Foxtel سریال را برای فصل دوم تمدید کردند که اولین بار در ۱۲ سپتامبر ۲۰۱۹ در ۱۱قسمت پخش شد در ۲۶ مه ۲۰۲۰، این سریال برای فصل سوم و آخر تمدید شد که اولین بار در ۲۵ مه ۲۰۲۱ در ۹قسمت پخش شد. این سریال در ۱۳ ژوئیه ۲۰۲۱ پس از سه فصل و ۲۶ قسمت به پایان رسید.